# Космос-1844
Космос-1844 је један од преко 2400 совјетских вјештачких сателита лансираних у оквиру програма Космос.
Космос-1844 је лансиран са космодрома Тјуратам, Бајконур, СССР, 13. маја 1987. Ракета-носач је поставила сателит у орбиту око планете Земље. Маса сателита при лансирању је износила 6000 килограма. Космос-1844 је био сателит намијењен за електронско извиђање, јављање и навођење.